# Lisina decarbossilasi
La lisina decarbossilasi è un enzima che catalizza la degradazione ossidativa della lisina a cadaverina.